# Masaru Mukai
Pour les articles homonymes, voir Masaru et Mukai.
Masaru Mukai (向井優, Mukai Masaru) est un astronome japonais.
Il a co-découvert treize astéroïdes avec Masanori Takeishi.
| (4703) Kagoshima             | 16 janvier 1988   | [1] |
| (5139) Rumoi                 | 13 novembre 1990  | [1] |
| (5286) Haruomukai            | 4 novembre 1989   | [1] |
| (5468) Hamatonbetsu          | 16 janvier 1988   | [1] |
| (5640) Yoshino               | 21 octobre 1989   | [1] |
| (5960) Wakkanai              | 21 octobre 1989   | [1] |
| (8866) Tanegashima           | 26 janvier 1992   | [1] |
| (9368) Esashi                | 26 janvier 1993   | [1] |
| (10516) Sakurajima           | 1er novembre 1989 | [1] |
| (11064) Dogen                | 30 novembre 1991  | [1] |
| (14446) Kinkowan             | 31 octobre 1992   | [1] |
| (15790) Keizan               | 8 octobre 1993    | [1] |
| (48498) 1993 BS6             | 30 janvier 1993   | [1] |
| - [1] avec Masanori Takeishi |                   |     |